# Судно на повітряній подушці

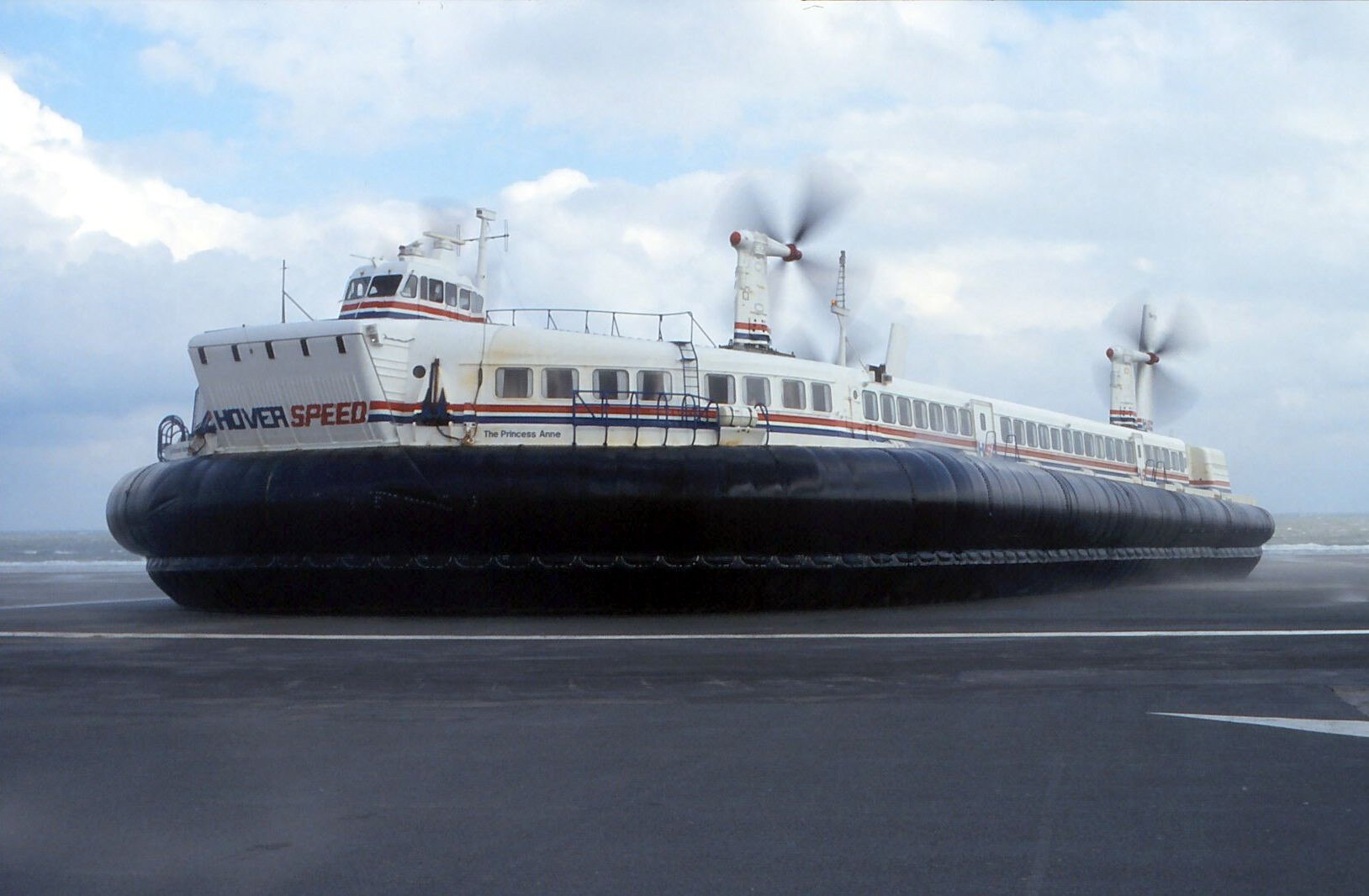
Mark III SR.N4 під час останнього рейсу в Дувр 1 жовтня 2000

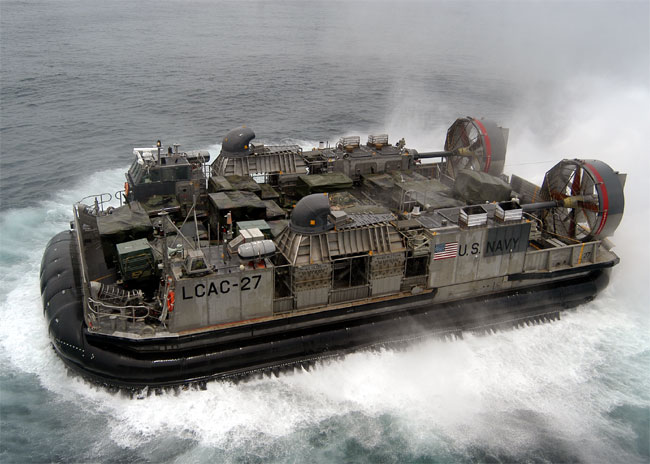
Судно на повітряній подушці збройних сил США

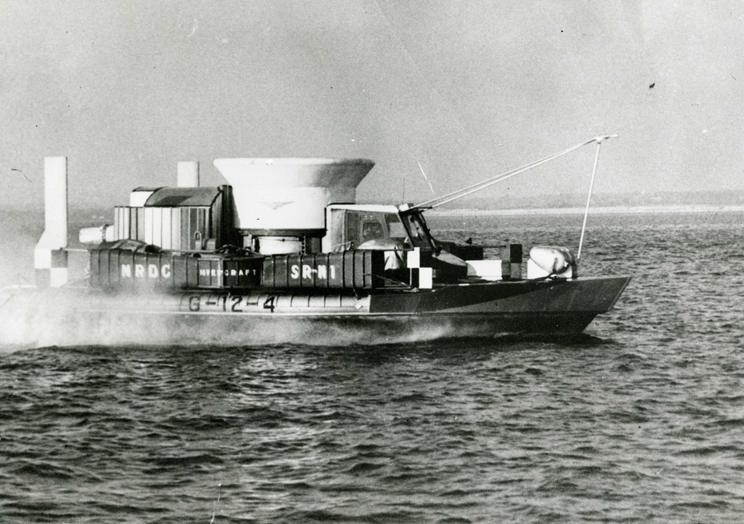
Перше повнорозмірне судно на повітряній подушці Hovercraft SR-N1

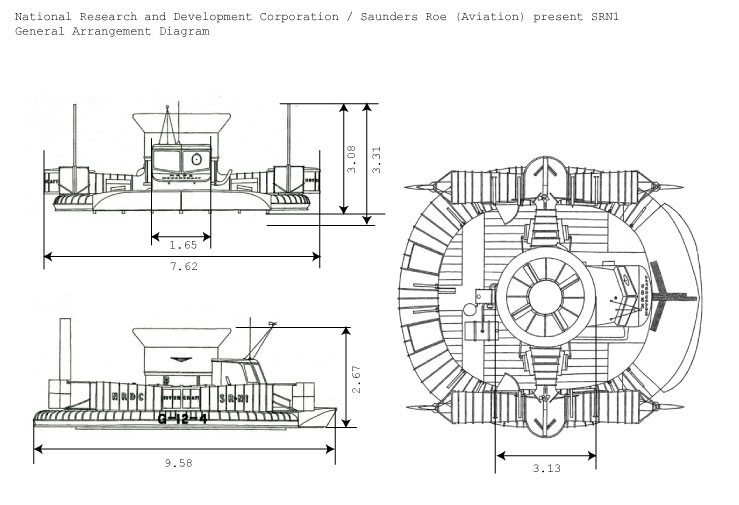
Кресленик загального виду судна Hovercraft SR-N1

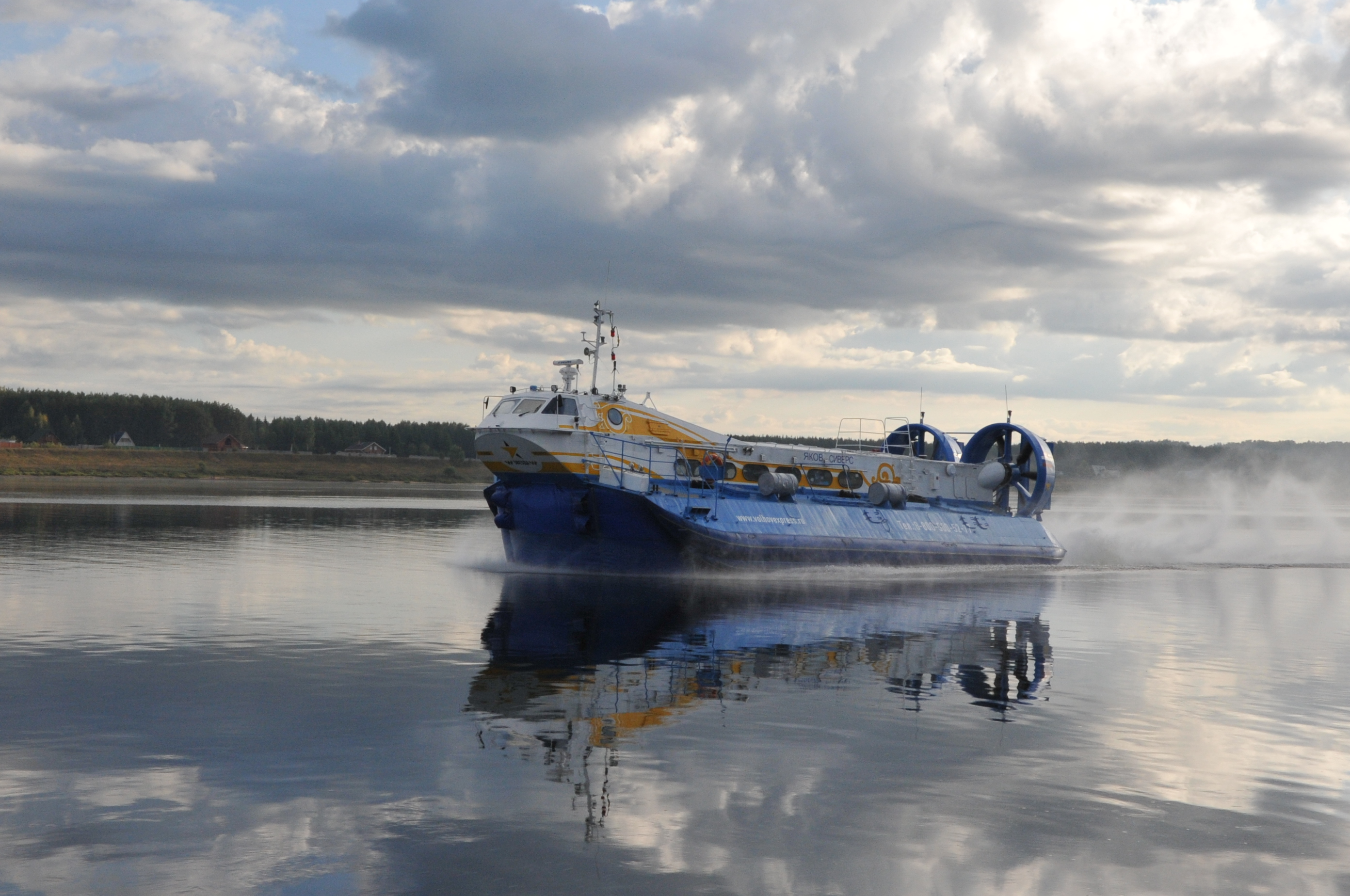
СПП А48 ввечері на річці Волга

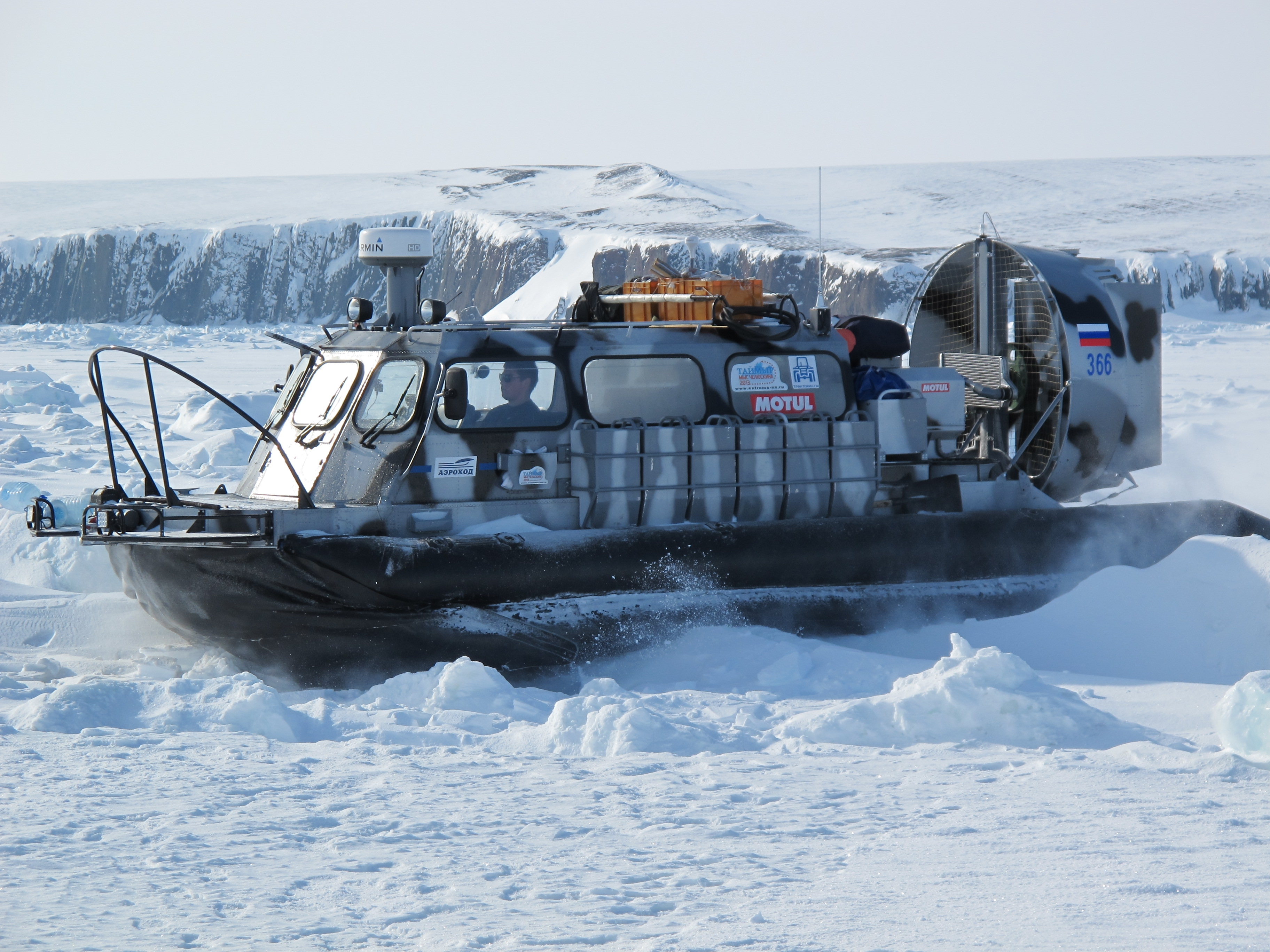
Експедиція на Таймирі на 2-х суднах на повітряній подушці Хивус-10 в квітні 2013 року

Су́дно на пові́тряній поду́шці — судно, яке підтримується над опорною поверхнею (земною чи водною) на стиснутому повітряному прошарку (подушці), що створюється судновими вентиляторами (нагнітачами).
На відміну від звичайних суден і колісного транспорту судна на повітряній подушці (СПП) не мають безпосереднього фізичного контакту з поверхнею, над якою рухаються, а на відміну від літальних апаратів вони не можуть піднятися над цією поверхнею на висоту, що перевищує деяку частину від їх горизонтального габаритного розміру.

## Основні експлуатаційні характеристики
При заданих масі і швидкості СПП потребує потужності у 3-4 рази більшої, ніж автомобіль чи звичайне судно. Однак для руху СПП потребує в 2-4 рази меншої потужності, ніж для польоту літаючого апарату. СПП знаходять застосування у тих випадках, коли не може бути ефективно використаний автомобільний, залізничний чи водний транспорт.
СПП можуть переправити десантні групи з великого десантного корабля на берег із швидкістю, яка досягає 60 вузлів (100 км/год). На відміну від звичайних засобів переправи СПП можуть не зупинятись біля берега, а проходити далі і навіть долати 5%-й ухил чи перешкоду висотою до третини висоти гнучкого фартуха.
Ці транспортні засоби можуть використовуватись на мілководді, у забруднених і арктичних водах, в умовах відкритої місцевості.

## Принцип дії

### Засоби створення повітряної подушки

Схема роботи судна з повітряною подушкою: 1 — маршові гвинти; 2 — потік повітря; 3 — вентилятор; 4 — гнучка перепона (фартух)

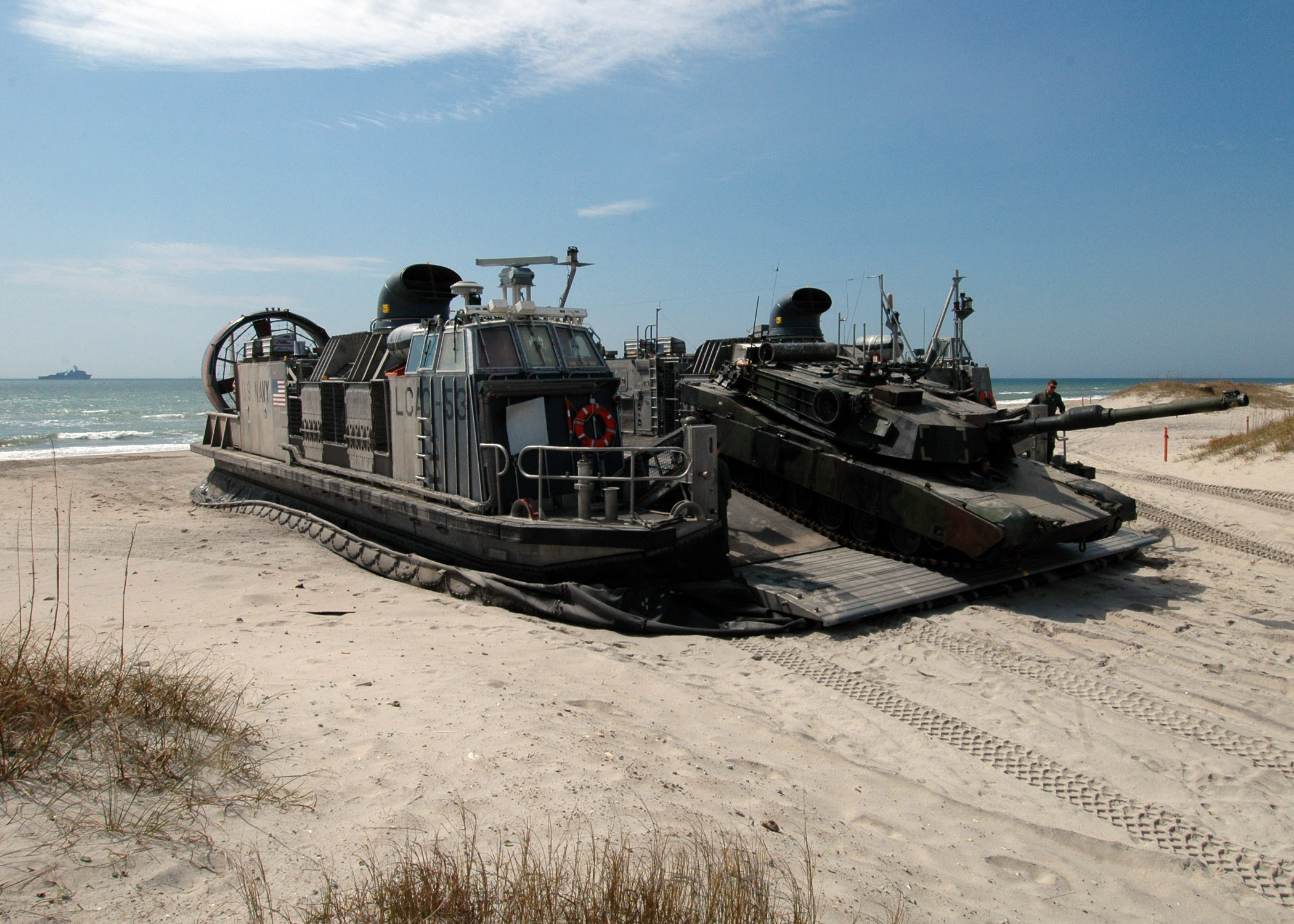
Танк Абрамс сходить з СПП LCAC 53

Повітряна подушка — це шар стисненого повітря під днищем судна, що припіднімає його над поверхнею води чи землі. Корпус судна на повітряній подушці не стикається з водою чи ґрунтом, що значно зменшує опір рухові судна, підвищує його швидкість, послаблює удари об хвилю. Від висоти підняття залежить здатність такого судна рухатись над різними перешкодами на суші або над хвилями на воді.
По способу створення розрізняють статичну (що створюється вентилятором) і динамічну (що створюється за рахунок підняття тиску при русі апарата поблизу опорної поверхні) повітряні подушки.
За схемою утворення розрізняють такі види повітряних подушок:
- камерна;
- скегова;
- соплова;
- щілинна;
- крилоподібна (динамічна).

Найпростіший спосіб утворення повітряної подушки — камерний. Повітря, що нагнітається вентилятором під куполоподібне днище, вільно витікає по його периметру. Чим більшою є подача повітря, тем вище піднімається судно, але це потребує підвищених затрат енергії, тому при великій висоті підняття цей спосіб не є економічним. Для зменшення витрати повітря у суден, що призначені для руху лише над поверхнею води, подушку по бортах огороджують зануреними у воду жорсткими стінками або вузькими корпусами — скегами. Такі судна називають суднами скегового типу. Рушіями є гребні гвинти або водомети. Водотоннажність таких суден — до 200 т, пасажиромісткість — 300—400 чол., швидкість руху — 90 км/год.
Ефективнішим при великій висоті підняття є сопловий спосіб утворення повітряної подушки, коли повітря, що нагнітається вентилятором подається під пласке днище через спрямовані до середини розташовані по його краях сопла. Струмені, повітря що витікають з сопел вигинаються так, що відцентрові сили, що діють на частинки повітря, які рухаються по криволінійних траєкторіях, врівноважуються підвищеним тиском у подушці, і повітряна подушка ніби «запирається» цими струменями, що утворюють повітряну завісу. Для збільшення висоти підняття і зменшення затрат потужності на утворення повітряної подушки по її периметру додатково встановлюються гнучкі загородження. Одним з варіантів соплово-щілинної схеми є схема з периметричною водяною завісою, що використовується при русі над водною поверхнею.
Камерна схема застосована на дослідному пасажирському річковому судні «Нева», що побудоване у 1962 в Ленінграді. Горьківські суднобудівники створили судно скегового типу «Горьковчанин» для перевезення пасажирів по мілководних річках, експериментальний катер «Радуга» і дослідне пасажирське судно «Сормович» водотоннажністю 32 т із сопловою схемою утворення подушки. Судно «Сормович» мало гнучке загородження повітряної висотою 1 м. Газова турбіна потужністю 1870 кВт приводила в рух 12-лопатевий осьовий вентилятор і рушії — два 4-лопатевих повітряні гвинти із змінним кроком. Пасажирський салон на 50 осіб розташовувався у носовій частині судна. Максимальна швидкість — 120 км/год.
У багаторядній сопловій схемі подушка утворюється рядами кільцевих рециркуляційних сопел з різними рівнями тиску, що створюється ними. У цьому випадку для створення подушки потрібна менша потужність вентиляторів.
Компанія «Форд мотор» запропонувала створити СПП «Левапед», у якого повітряна подушка є дуже тонкою, як у своєрідному газовому підшипнику, і він може рухатись лише над спеціальною гладкою поверхнею типу рейсового шляху. Канадське відділення фірми «Авро» займається розробкою СПП соплово-щілинного типу з настільки потужними вентиляторами, що він може підніматися і летіти як реактивний літак.

### Створення тяги та керування
Поступальний рух СПП може забезпечуватись:
- горизонтальними соплами, в які надходить повітря від вентиляторів підняття;
- нахилом (диферентом) судна в напрямі руху так, щоб виникала горизонтальна складова сили тяги;
- встановленням повітрозабірників вентиляторів підняття в напрямку руху так, щоб при засмоктуванні повітря також виникала необхідна сила тяги;
- звичайними повітряними гвинтами.

Інколи рушійна сила створюється комбінацією цих методів.
Найефективнішим методом є створення тяги за допомогою повітряних гвинтів, однак обертові гвинти на СПП є джерелом небезпеки, як для пасажирів, так і для команди. Режим гальмування СПП, як і повертання без бокового заносу, забезпечується повертанням потоку тягових засобів. Для покращення шляхової стійкості встановлюються вертикальні стабілізатори, як у літаків. Висота підняття регулюється основними вентиляторами.

## Історична довідка
Ідея створення судна на повітряній подушці вперше була висунута ще на початку XVIII ст. шведським вченим Е. Сведенборгом. У 1716 році він дав опис судна, під днище якого уручну за допомогою двох повітряних гвинтів нагніталося повітря. Тиск повітря, який при цьому виникав, повинен був підняти судно над поверхнею води. Вчений розумів, що для втілення цієї ідеї мускульної сили людини недостатньо — потрібен був потужний механічний двигун.
Значний вклад у розвиток теорії суден на повітряній подушці зробив К. Е. Ціолковський (1857—1935). У своїй статті «Трение и сопротивление воздуха» в 1926 році він писав:
Скорый поезд. Идея предмета.
Трение поезда почти уничтожается избытком давления воздуха, находящегося между полом вагона и плотно прилегающим к нему железнодорожным полотном. Необходима работа для накачивания воздуха, который непрерывно утекает по краям щели между вагоном и путём. Она не велика, между тем как подъёмная сила поезда может быть громадна. Так если сверхдавление в одну десятую атмосферы, то на каждый квадратный метр основания вагона придётся подъёмная сила в одну тонну. Это в пять раз больше, чем нужно для лёгких пассажирских вагонов.
Не нужно, конечно, колёс и смазки. Тяга поддерживается задним давлением, вырывающегося из отверстия вагона воздуха.
— К. Э. Циолковский «Трение и сопротивление воздуха», стор. 55-56
Ціолковський вперше описав проект поїзда на повітряній подушці у своїй книзі «Сопротивление воздуха и скорый поезд» (1927).
Не зважаючи на те, що перші дослідні зразки суден на повітряній подушці випробовувались в СРСР під керівництвом В. І. Левкова ще у 1934—39 рр., перше практичне втілення цієї ідеї здійснив англійський інженер Крістофер Кокерелл. 12 грудня 1955 він подав патентну заявку на периферійну соплову схему для судна на повітряній подушці. Ця принципово нова конструкція з повітряними струменями, що нагнітаються від периметру днища до його центру, у кілька разів підвищила «підйомну силу» повітряної подушки і вперше зробила судно подібного типу придатним практично. Кокерелл дав назву судну «Hovercraft» («ширяючий апарат»).
При розробці конструкції апарату він переглянув різні способи досягнення стійкості на повітряній подушці. У 1957 до нього прийшла ідея про застосування гнучкого загородження (фартуха), яка викликала велику кількість насмішок, тому що ніхто не зміг припустити, що шматок тканини здатен підтримувати велике судно. У 1958 Кокерелл знайшов комерційну підтримку. У 1959 році перше повнорозмірне судно на повітряній подушці «Hovercraft SR-N1» перетнуло протоку Ла-Манш.
Поява апарату SR-N1 («Saunders-Roe Nautical 1») викликала сенсацію. Газотурбінні двигуни приводили в рух вентилятори, які нагнітали повітря в простір під днищем. Повітряна подушка була обгороджена гнучким фартухом з прогумованого матеріалу. Рух вперед забезпечували авіаційні пропелери, апарат був дуже маневреним і міг досягати швидкості понад 100 км/год. Перший прототип важив 7 т.
Велика версія апарата могла перевозити понад 400 пасажирів і 60 автомобілів
У 1962 створене перше (експериментальне) пасажирське 38-місне судно на повітряній подушці «Нева». Практичне використання таких суден розпочалося з середини 60-х років.
Серійно судна на повітряній подушці в Україні випускаються на феодосійському суднобудівному заводі «Море».
Крім легких експериментальних суден створюються крупніші судна на повітряній подушці. Збільшенням їх розмірів є вигідним, оскільки з ростом площі повітряної подушки зменшуються питомі затрати потужності на її утворення, покращується морехідність суден.

## Конструктивні рішення
Рушіями на таких суднах служать повітряні гвинти або повітряно-реактивні двигуни. Ці судна можуть виходити на берег, переміщуватися над мілинами або льодовою поверхнею, по заболоченій місцевості. їхня водотоннажність — понад 200 т, пасажиромісткість — 400—600 осіб, швидкість руху вдвічі більша, ніж у будь-якого швидкохідного судна — 130 км/год.
Корабель на повітряній подушці «Гусь» (колишній СРСР). 1970 рік. «Гусь» — перший у світі десантно-висадочний КПП. Він може нести легке оборонне озброєння і 25 морських піхотинців без важкого озброєння. Довжина: 21,3 м. Ширина: 7,1 м. Водотоннажність: 27 т. Швидкість: 60 вузлів.
Корабель на повітряній подушці «Зубр» (Україна, Росія) розробки 1986 року. «Зубр» — найбільше у світі десантне СПП. Апарат призначений для транспортування бойової техніки разом з десантними підрозділами, висадки на берег, який не пристосований для причалювання інших кораблів. Окрім цього, «Зубр» може встановлювати і транспортувати мінні загородження. Довжина: 56,2 м. Ширина: 22,3 м. Водотоннажність: 550 т. Швидкість: 63 вузлів. Екіпаж: 31. На борту «Зубра» водночас може бути З танки (вагою по 50 т), ракетні установки, зенітний комплекс, 10 бронетранспортерів або 500 озброєних військових.

## Труднощі
Судна на повітряній подушці є недостатньо стійким під час шторму та шквального вітру.
Основними проблемами СПП, котрі слід вирішити, є:
- зменшення потужності, що витрачається на підняття і підтримання судна у завислому стані;
- оптимізація співвідношення між висотою підняття і розмірами судна;
- удосконалення керування при русі.

Для вирішення першої проблеми вимагається проведення детального аеродинамічного розрахунку конструкції і ретельне проектування вентиляторів підняття та внутрішніх повітропроводів. Для вирішення другої проблеми потрібна точна інформація про розташування полів течії між днищем і опорною поверхнею землі або води. Для вирішення останньої проблеми потрібно оптимізувати інтегральну аеродинаміку СПП та його двигуна.